# ITunes Store
De iTunes Store (tot 12 september 2006 bekend als de iTunes Music Store) is de online mediadienst van computerfabrikant Apple. Deze werd in de Verenigde Staten geïntroduceerd op 28 april 2003. Op 26 oktober 2004 werd de iTunes Music Store ook in België en Nederland gelanceerd. Om de iTunes Store te bereiken vanaf een Windows-pc of een Macintosh via internet maakt men gebruik van Apples iTunes-software. In deze winkel kunnen muziekbestanden, films, tv-programma's en spellen worden gekocht.
In bijna elk land in Europa heeft Apple aparte overeenkomsten moeten sluiten, omdat de regelgeving met betrekking tot auteursrechten nog lang niet over de hele Europese Unie hetzelfde is. Maar vrijwel overal hebben de grote muziekbedrijven, zoals EMI, Sony BMG, Universal Music Group en Warner Music hun muziekbestanden beschikbaar gesteld. De iTunes Store omvat tevens honderden onafhankelijke labels. Meer dan 4.000.000 muziekbestanden wordt via de iTMS aangeboden, inclusief de exclusieve tracks van artiesten als Bob Dylan, U2, Eminem, Sheryl Crow en Sting. Een prettige bijkomstigheid voor de muziekbedrijven is, dat vele oude of zeldzame muziek, of muziek voor een klein publiek nu via iTunes Store beschikbaar kan worden gesteld.
De muziekbedrijven werden gemotiveerd om mee te werken aan de iTunes Store omdat tot dan toe er een ongebreidelde praktijk was gaan heersen van het gratis downloaden van muziek via internet, zonder dat auteursrechten voor deze muziek werd betaald. De artiesten, die de muziek maakten, liepen hierdoor inkomsten mis.
Omdat muziekbestanden zonder compressie heel groot zijn (en dus te veel capaciteit en tijd vergen om via internet te downloaden) maakt Apple gebruik van AAC om een redelijke compressie te bereiken, die toch nog in een goede geluidskwaliteit resulteert na decompressie.
Om te vermijden dat de muziekbestanden, die eenmaal gedownload zijn, toch nog illegaal verspreid worden, maakt Apple gebruik van haar eigen DRM-techniek: FairPlay. Dit heeft geleid tot enige controverse. Omdat met FairPlay beveiligde muziek alleen (draagbaar) op iPod mp3 spelers af te spelen is en niet op die van andere merken spreekt men van concurrentievervalsing. Onder andere hierdoor is in Frankrijk al wetgeving aangenomen die het gebruik van DRM beperkt. Sinds 29 mei 2007 biedt de iTunes Store onder de naam iTunes Plus ook muziek in een formaat zonder DRM.
Op 12 september 2006 werd de naam iTunes Music Store omgedoopt naar iTunes Store, aangezien Apple niet meer alleen muziek aanbiedt in deze winkel, maar ook films onder de vlag van The Walt Disney Company en televisieseries van meer dan veertig Amerikaanse netten. Deze laatste twee diensten werden volgens Apple in 2007 in Europa gelanceerd. Naast muziek en video biedt de iTunes Store ook spellen die te spelen zijn op een iPod. Deze dienst is was wel direct beschikbaar wereldwijd.

## Voorgeschiedenis
Apple had in januari 2001 al de eerste versie van iTunes uitgebracht. Op dat moment was het nog niet mogelijk om via deze applicatie muziek tegen betaling te downloaden; iTunes kon alleen gebruikt worden als muziekspeler waarin de muziekbestanden op een PC of Mac beheerd konden worden. Ook was het mogelijk om audio uit externe bronnen (bijvoorbeeld vanaf een cd) in iTunes te importeren. Muziek kopen via digitale platforms was op dat moment nog maar mondjesmaat mogelijk. In de VS hadden verschillende platenmaatschappijen hun eigen downloadplatforms, zoals MusicNet (BMG, EMI, Time Warner) of PressPlay (Universal Music en Sony Music), maar deze kenden nogal wat beperkingen. Zo was er vrijwel geen uitwisseling van tracks tussen deze verschillende aanbieders, zodat je bijvoorbeeld geen nummers van Sony Music en Universal Music kon kopen bij MusicNet en andersom. Bovendien werkten de meeste van deze aanbieders met een abonnementsvorm, waardoor je eerst een standaardbedrag moest betalen voordat je vervolgens aparte nummers kon kopen. Vervolgens kreeg de gebruiker met allerlei restricties te maken als het ging om bijvoorbeeld het branden van de nummers op een cd of het kopiëren ervan.
Apple wilde aan deze wirwar van aanbieders en beperkingen een einde maken door één alomvattende online music store te openen. Steve Jobs kreeg de "Big Five" - de vijf grootste platenmaatschappijen ter wereld van dat moment, te weten EMI, Universal, Sony, Warner en BMG - zover om nummers beschikbaar te stellen voor de nieuwe dienst, nadat er lang werd onderhandeld over de vergoedingen die de platenmaatschappijen en de artiesten voor de downloads zouden krijgen.
Op 28 april 2003 opende de iTunes Music Store in de VS met 200.000 tracks. Het initiatief bleek meteen een succes: al in de eerste week werden 1 miljoen tracks gedownload. In oktober 2003 was het aantal tracks in de winkel al verdubbeld. Een maand later verscheen de Windows-versie. Binnen een jaar na de lancering van de iTunes Music Store waren er al 50 miljoen tracks gedownload. In juni 2004 werd de iTunes Music Store ook buiten de VS beschikbaar, onder meer in Nederland.

## Lancering iPhone 3G, OS 2.0 en de App Store
Apple kondigde op 6 maart 2008 de iPhone SDK aan, die ontwikkelaars in staat stelt om native applicaties voor de iPhone te ontwikkelen. Met de introductie en beschikbaarheid van de AppStore op 11 juli 2008, tegelijkertijd met de lancering van de iPhone 3G en iPhone OS 2.0 wereldwijd, kunnen ontwikkelaars hun Apps, ofwel applicaties beschikbaar stellen en die te koop aanbieden die gebruikt kunnen worden op een iPhone of een iPod touch met minimaal versie 2.0 van het interne besturingssysteem van de iPhone, het zogenaamde iPhone OS (nu iOS).

## DRM-vrije muziek in iTunes
Op 6 januari 2009 kondigde Apple op hun MacWorld Conference & Expo aan dat voortaan alle muziek in de iTunes Store, DRM-vrij zal zijn in het zogenaamde iTunes Plus formaat.
Dit houdt in dat alle nieuwe aankopen, zowel nieuw als oud materiaal, in de volle 256-kbps kwaliteit wordt geboden en dat alle bestaande (al aangekochte) beveiligde-nummers, tegen een geringe vergoeding, ook kunnen worden geüpgraded naar de nieuwe verbeterde (iTunes Plus) kwaliteit. De muziek kan dan zonder restricties worden gekopieerd, opnieuw geconverteerd en zo vaak gebrand worden als men dat zelf wil, wel blijft -zoals voorheen- de muziek zogenaamd getagd, waardoor Apple en aanverwante organisaties altijd de muziek kunnen identificeren en terug kunnen herleiden tot iemands iTunes Store account. Dit natuurlijk vanwege auteursrechten, want mocht men iTunes-muziek via Limewire en dergelijke verspreiden, dan kan men middels simpel onderzoek vaststellen, door wie de muziek werd aangeschaft en zo die persoon gerechtelijk vervolgen.

### Prijsklassen
Ook introduceerde Apple nieuwe prijsklassen voor muziek die in iTunes wordt aangeschafte. Op 7 april 2009 is tezamen met de voltooiing van de overschakeling naar iTunes Plus, de nieuwe prijsklassen van € 0,69, € 0,99 en € 1,29 per nummer ingevoerd, de prijzen worden bepaald aan de hand van wat de muzieklabels doorberekent aan Apple. Nieuwe en populaire liedjes zullen € 1,29 gaan kosten terwijl het wat oudere materiaal zal zakken naar € 0,69, een ander deel blijft € 0,99. De meeste albums zullen € 9,99 blijven kosten, waar een deel van de albums echter rond de 7 à 8 euro gaat kosten.
Sinds september 2011 is het ook mogelijk om films te downloaden via de iTunes Store. 